# Cranchia
Cranchia is een geslacht van inktvissen uit de  familie van de Cranchiidae.

## Soort
- Cranchia scabra Leach, 1817

### Synoniemen
- Cranchia globula Berry, 1909 => Cranchia (Liocranchia) globula Berry, 1909
- Cranchia (Liocranchia) Pfeffer, 1884 => Liocranchia Pfeffer, 1884
- Cranchia (Liocranchia) globula Berry, 1909 (taxon inquirendum)
- Cranchia (Owenia) Prosch, 1849 => Teuthowenia Chun, 1910
- Cranchia (Owenia) megalops Prosch, 1849 => Teuthowenia megalops (Prosch, 1849)
- Cranchia armata (Joubin, 1898) => Galiteuthis armata Joubin, 1898
- Cranchia bonelliana Férussac, 1834 => Histioteuthis bonnellii (Férussac, 1834)
- Cranchia bonnellii Férussac, 1834 => Histioteuthis bonnellii (Férussac, 1834)
- Cranchia hispida Pfeffer, 1884 => Cranchia scabra Leach, 1817
- Cranchia maculata Leach, 1817 => Teuthowenia maculata (Leach, 1817)
- Cranchia minima d'Orbigny [in Férussac & d'Orbigny], 1835 => Idiosepius minimus (d'Orbigny [in Férussac & d'Orbigny], 1835)
- Cranchia tenuitentaculeta Pfeffer, 1884 => Cranchia scabra Leach, 1817